# Lena Müller
Lena Müller (* 16. Juni 1987 in Duisburg) ist eine ehemalige deutsche Ruderin. Ihre größten Erfolge sind die Siege bei den Weltmeisterschaften 2009, 2010 und 2015 im Leichtgewichts-Doppelvierer sowie die Teilnahme an den Olympischen Spielen 2012.
Müller war 2008 erstmals Mitglied der deutschen Nationalmannschaft, bei den Weltmeisterschaften in Ottensheim belegte sie im Leichtgewichts-Doppelvierer den fünften Platz. Zuvor hatte sie beim Ruder-Weltcup in Posen in dieser Bootsklasse eine Bronzemedaille gewonnen.
2009 startete Müller zusammen mit Julia Kröger im Leichtgewichts-Doppelzweier bei den U23-Weltmeisterschaften und wurde Vizeweltmeisterin. Beim abschließenden Weltcup in Luzern hatte sie zuvor mit Kröger, Laura Tibitanzl und Helke Nieschlag den Leichtgewichts-Doppelvierer gewonnen. Daher wurde die Mannschaft für die Weltmeisterschaften in Posen nominiert, wo sie die Goldmedaille erringen konnte. Am 6. Oktober 2010 wurde sie in der Mercatorhalle in Duisburg zur Sportlerin des Jahres der Stadt Duisburg gewählt. 2011 startete Müller im Leichtgewichts-Einer beim Ruder-Weltcup in Hamburg und belegte hier den zweiten Platz. Im selben Jahr erruderte sie in derselben Bootsklasse bei den Ruder-Weltmeisterschaften im slowenischen Bled den dritten Rang und damit Bronze.
Am 24. Mai 2012 gewann Müller zusammen mit ihrer Ruderpartnerin Anja Noske die Qualifikationsregatta in Luzern und konnte dadurch nachträglich den Leichtgewichts-Doppelzweier für die olympische Ruderwettbewerbe in London qualifizieren. Bei der olympischen Regatta belegten die beiden den sechsten Platz. Ein Jahr später, bei den Ruder-Weltmeisterschaften 2013 in Chungju belegten sie den dritten Platz. Bei den Ruder-Europameisterschaften 2014 gewannen Lena Müller und Anja Noske die Bronzemedaille. 2015 starteten Noske und Müller gemeinsam mit Katrin Thoma und Leonie Pieper im Leichtgewichts-Doppelvierer, das Boot gewann den Titel bei den Weltmeisterschaften auf dem Lac d’Aiguebelette.
Müller startete anfangs für den Duisburger Ruderverein, ab dem Jahr 2012 startete Müller für den Ulmer Ruderclub Donau, wo sie seit dem Frühjahr 2010 auch wohnt und trainiert. Nach der verpassten Qualifikation für die Olympischen Spiele 2016 in Rio de Janeiro verkündete Müller ihren Rücktritt vom Hochleistungssport um sich auf ihr Lehramtsstudium an der Universität Augsburg zu konzentrieren.

## Internationale Erfolge
- 2008: 5. Platz Weltmeisterschaften im Leichtgewichts-Doppelvierer
- 2009: 2. Platz U23-Weltmeisterschaften im Leichtgewichts-Doppelzweier
- 2009: 1. Platz Weltmeisterschaften im Leichtgewichts-Doppelvierer
- 2010: 1. Platz Weltmeisterschaften im Leichtgewichts-Doppelvierer
- 2011: 3. Platz Weltmeisterschaften im Leichtgewichts-Einer
- 2012: 6. Platz Olympische Spiele im Leichtgewichts-Doppelzweier
- 2013: 3. Platz Weltmeisterschaften im Leichtgewichts-Doppelzweier
- 2014: 2. Platz Europameisterschaften im Leichtgewichts-Doppelzweier
- 2015: 1. Platz Weltmeisterschaften im Leichtgewichts-Doppelvierer